# Real Sociedad Española de Historia Natural
La Real Sociedad Española de Historia Natural (RSEHN) es una sociedad científica española fundada en 1871. Su objetivo es el fomento de la investigación y el estudio de la naturaleza en todos sus campos.

## Objetivos
Tiene como fines el fomento de la investigación y el estudio de la naturaleza en todos sus campos, la difusión de estos conocimientos, la defensa del patrimonio natural y contribuir a la formación del profesorado a todos sus niveles, en lo que a estas materias concierne.

## Historia
La Real Sociedad Española de Historia Natural se constituyó en 15 de marzo de 1871, bajo la denominación de «Sociedad Española de Historia Natural», en una reunión celebrada en la sala de profesores del antiguo Instituto Industrial de Madrid, en la que participaron catorce naturalistas (zoólogos, botánicos y geólogos), la mayoría de ellos catedráticos de Ciencias Naturales de instituto. En 1892 ingresó como socio Santiago Ramón y Cajal, llegando a presidir la Sociedad en 1897. En julio de 1903 se le confirió el título de "Real". 
Desde 1872 ha editado diversas publicaciones científicas. Anales de la Sociedad Española de Historia Natural entre 1872 y 1900; el Boletín de la Sociedad Española de Historia Natural, que en 1903 pasó a denominarse Boletín de la Real Sociedad Española de Historia Natural; ese año de 1903 comenzó la publicación de las Memorias de la Real Sociedad de Historia Natural, de carácter no periódico; en 1926 comenzó la edición de las Conferencias y Reseñas de la Real Sociedad, y en 1932 apareció la Revista Española de Biología, fruto de la integración en la Sociedad de la antigua Sociedad Española de Biología.
La Real Sociedad Española de Historia Natural tuvo su época de esplendor en los años previos a la guerra civil española, cuando la práctica totalidad de los naturalistas españoles estaban vinculados a ella. Tras la Guerra Civil la Sociedad sufrió considerablemente por el exilio de muchos de sus miembros más notables, las penurias económicas y las dificultades derivadas del sistema científico del franquismo. En estos años la diversidad editorial de la Sociedad se redujo a mínimos con la continuación de un único título, el Boletín, que en 1950 se desglosaría en tres secciones: Actas, Sección Biológica y Sección Geológica.
En 1971, coincidiendo con los actos de conmemoración del centenario de la Sociedad, ésta se estableció en los locales de las actuales facultades de Ciencias Biológicas y Geológicas; en la biblioteca de esta última se depositó la rica hemeroteca de la Sociedad. Está considerada como una de las hemerotecas más completas en revistas científico-naturales de toda España, y se han digitalizado todas las publicaciones de la Sociedad que ha editado a lo largo de su historia. La primera presidenta de la RSEHN, Carmen Téllez Nogués, se nombró en 1989.
La Sociedad ha vivido una lenta recuperación de su actividad científica y editorial, manteniendo su clásica publicación, el Boletín y recuperando en 1998, bajo una nueva etapa, las Memorias. En 2018 se inició la publicación de la revista "Aula, Museo y Colecciones de Ciencias Naturales". En estos años, también, ha consolidado encuentros bienales, que se han celebrado en diversas ciudades.
En 2021 se celebró el 150 aniversario, con un acto conmemorativo en el paraninfo de San Bernardo de la Universidad Complutense de Madrid.

## Socios fundadores
- José Argumosa
- Ignacio Bolívar y Urrutia

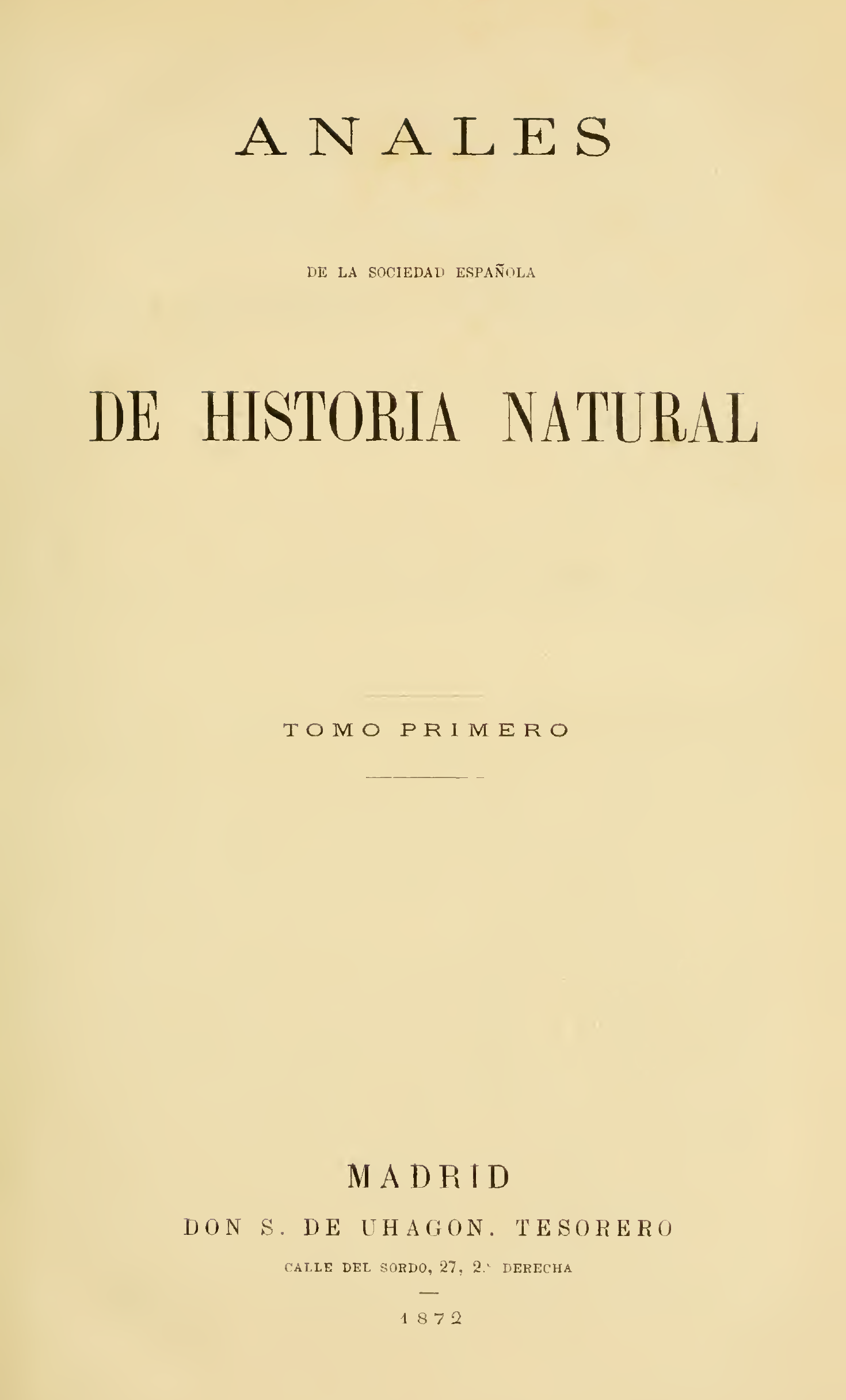
Portada de 1872 de Anales de la Sociedad Española de Historia Natural.

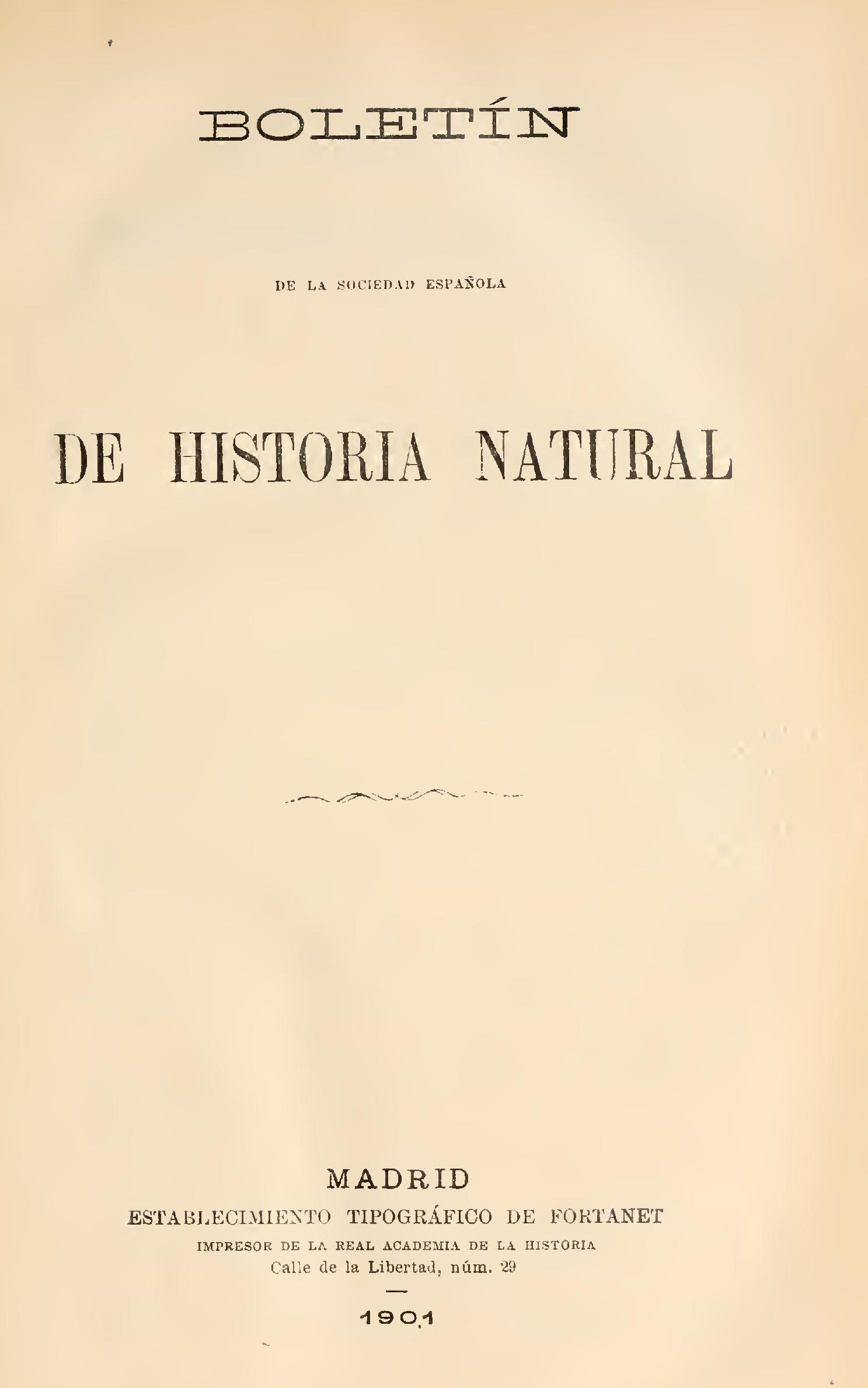
Portada de 1901 del Boletín de la Sociedad Española de Historia Natural.

- Cristina Brunetti, duquesa de Mandas
- Francisco Cala
- Miguel Colmeiro y Penido
- Antonio Cipriano Costa
- Cesáreo Fernández Losada
- Saturnino Fernández de Salas
- Manuel María José de Galdo
- Joaquín González-Hidalgo Rodríguez
- Pedro González de Velasco
- Ángel Guirao Navarro
- Amalia de Heredia, marquesa viuda de Casa Loring
- Joaquín Hysern
- Marcos Jiménez de la Espada
- Josefa Lacerda y Palafox, condesa de Oñate
- Rafael Martínez Molina
- Francisco de Paula Martínez y Sáez
- Manuel Mir y Navarro
- Patricio María Paz y Membiela
- Sandalio Pereda y Martínez
- Laureano Pérez Arcas
- José María Solano y Eulate
- Serafín de Uhagón y Vedia
- Juan Vilanova y Piera
- Bernardo Zapater y Marconell

## Presidentes honorarios
- 1920: Ignacio Bolívar y Urrutia
- 1932: Santiago Ramón y Cajal
- 1934: Joaquín María de Castellarnau
- 1946: Eduardo Hernández-Pacheco y Estevan
- 1973: Francisco Hernández-Pacheco
- 1977: Salustio Alvarado Fernández
- 2005: Antonio Perejón Rincón

## Presidentes
- 1871-1872: Miguel Colmeiro y Penido
- 1873: Laureano Pérez Arcas
- 1874: Ramón Llorente Lázaro
- 1875: Manuel Abeleira
- 1876: Sr. Marqués de la Ribera
- 1877: Sandalio Pereda y Martínez
- 1878: Juan Vilanova y Piera
- 1879: Federico de Botella y de Hornos
- 1880: José Macpherson y Hemas
- 1881: Ángel Guirao y Navarro
- 1882: Máximo Laguna y Villanueva
- 1883: Manuel Fernández de Castro y Menéndez Hevia
- 1884: Pedro Sainz Gutiérrez
- 1885: Serafín de Uhagón y Vedia
- 1886: Antonio Machado Núñez
- 1887: Carlos Castel y Clemente
- 1888: Manuel M. J. de Galdo
- 1889: Ignacio F de Henestrosa, conde de Moriana del Río
- 1890: Francisco de Paula Martínez
- 1891: Carlos de Mazarredo
- 1892: Laureano Pérez Arcas
- 1893: Máximo Laguna y Villanueva
- 1894: Daniel de Cortázar y de la Rubia
- 1895: Marcos Jiménez de la Espada
- 1896: José María Solano Eulate, marqués del Socorro
- 1897: Santiago Ramón y Cajal
- 1898: Manuel Antón y Ferrándiz
- 1899: Primitivo Artigas y Teixidor
- 1900: Gabriel Puig y Larraz
- 1901: Blas Lázaro e Ibiza
- 1902: Federico Olóriz Aguilera
- 1903: Zoilo Espejo
- 1904: José Rodríguez Mourelo
- 1905: Salvador Calderón y Arana
- 1906: Florentino Azpeitia y Morós
- 1907: José Casares Gil
- 1908: Luis Simarro Lacabra
- 1909: José Gómez Ocaña
- 1910: Joaquín González-Hidalgo Rodríguez
- 1911: Emilio Rivera y Gómez
- 1912: Ricardo Codorníu y Stárico
- 1913: Juan M Díaz del Villar
- 1914: José Madrid Moreno
- 1915: Fernando García Arenal
- 1916: José María Dusmet y Alonso
- 1917: Eduardo Hernández-Pacheco y Estevan
- 1918: Gustavo Pittaluga Fattorini
- 1919: Antonio Martínez y Fernández Castillo
- 1920: Romualdo González Fragoso
- 1921: Manuel Aulló y Costilla
- 1922: Ricardo García Mercet
- 1923: Domingo de Orueta
- 1924: Antonio Casares-Gil
- 1925: Antonio García Varela
- 1926: Pío del Río Hortega
- 1927: Lucas Fernández Navarro
- 1928: Luis de Hoyos Sainz
- 1929: Ricardo Duque de Estrada, conde de la Vega del Sella
- 1930: Luis Lozano Rey
- 1931: José Goyanes Capdevila
- 1932: Francisco de las Barras de Aragón
- 1933: Antonio de Zulueta y Escolano
- 1934: Teófilo Hernando y Ortega
- 1935: Cruz Gallástegui Unamuno
- 1936-1938: Luis Crespí Jaume
- 1939: Rvdo. P. Filiberto Díez-Tosaos
- 1940-1943: José María Dusmet y Alonso
- 1944-1946: vacante
- 1947: Emilio Fernández Galiano
- 1948: Miguel Benlloch Martínez
- 1949: Francisco Hernández-Pacheco
- 1950: Ismael del Pan Fernández
- 1951: Salustio Alvarado Fernández
- 1952: Luis Velaz de Medrano
- 1953: Enrique Álvarez López
- 1954: Maximino San Miguel de la Cámara
- 1955: Salvador Rivas Goday
- 1956: Clemente Sáenz García
- 1957: Alfonso de Alvarado Medina
- 1958: Juan Gómez-Menor Ortega
- 1959: José María Albareda Herrera
- 1960: Luis Ceballos y Fernández de Córdoba
- 1961: José Luis Amorós Portolés
- 1962: Joaquín Gómez de Llarena
- 1963: Santiago Alcobé Noguer
- 1964: Bermudo Meléndez Meléndez
- 1965: Alfredo Carrato Ibáñez
- 1966: Gonzalo Ceballos y Fernández de Córdoba
- 1967: José María Fúster Casas
- 1968: Francisco Bernis Madrazo
- 1969: Carlos Vidal Box
- 1970: Fernando Lozano Cabo
- 1971: Manuel Alía Medina
- 1972-1973: Dimas Fernández-Galiano Fernández
- 1974-1975: Francisco de Pedro Herrera
- 1976-1977: Rafael Alvarado Ballester
- 1978-1979: Lorenzo Vilas Minondo
- 1980-1981: Eugenio Ortiz de Vega
- 1982-1983: Emilio Fernández-Galiano Fernández
- 1984-1985: Javier de Pedraza Gilsanz
- 1986-1987: Joaquín Fernández Pérez
- 1988-1989: Carlos Martín Escorza
- 1990-1991: Carmen Téllez Nogués
- 1992-1993: Antonio Goy Goy
- 1994-1995: Rafael Hernández Tristán
- 1996-1997: Alfonso Sopeña Ortega
- 1998-1999: Benjamín Fernández Ruiz
- 2000-2001: Álvaro García Quintana
- 2002-2003: Santiago Castroviejo Bolibar
- 2004-2005: Manuel Segura Redondo
- 2006-2010: José Luis Viejo Montesinos
- 2011-2014: Isabel Rábano Gutiérrez del Arroyo
- 2015-2018: Agustín Pieren Pidal
- Desde 2018: Alberto Gomis Blanco[5]